# Hüseyin Çimşir
Hüseyin Çimşir (født 26. maj 1979) er en tyrkisk tidligere fodboldspiller.
Hans evner ligger i den defensive del af midtbanen, han startede sin ungdomskarriere i Trabzonspor, hvor han spillede 35 kampe for klubbens førstehold og ikke scorede nogle mål. Mens han spillede for Trabzonspor, blev han lånt ud til Sakaryaspor, hvor han var fra 1998 til 1999. Efter det blev han i et år i Trabzonspor, da han i 2000 blev købt af Antalyaspor, hvor han var indtil 2002, hvor han valgte at tage tilbage til Trabzonspor. Der blev han til 2009. Herefter tog han til Bursaspor.